# Heartbreak Hotel (musikgrupp)
Heartbreak hotel (från 1979 enbart Heartbreak) var en svensk musikgrupp 1974–1983.

## Medlemmar
- Jan O'Boogie (74-79) (egentligen Jan-Olov)
- Peter Fatale (egentligen Peter Torsén)
- Tom Patch (egentligen Tommy Persson, numera Perrock)
- Bob Patch (egentligen Håkan Persson)
- Micke Byström (79-83)
- Micke Börstell (79-80)

## Diskografi

### Album
- I Hetaste Laget LP - 1980[2]
- Ung Och Gjord Av Glas LP - 1980[2]
- WOW! LP - 1983[2]

### Samlingsalbum
- Swedish Tracks '79 - 1978[2]
- Min Tjej Viker Ut Sig I Fibban - 1983[2]

### Singlar
- Hello Baby - 1978[2]
- Hello Baby - 1978[2]
- Stand-In - 1979[2]
- Jag Är Inte Kär - 1980[2]
- Rösten I Radion - 1982[2]
- Min Tjej Viker Ut Sig I Fibban - 1982[2]
- Popmusik - 1983[2]